# Cantone di Niolo-Omessa
Il Cantone di Niolo-Omessa era una divisione amministrativa dell'arrondissement di Corte.
A seguito della riforma approvata con decreto del 26 febbraio 2014, che ha avuto attuazione dopo le elezioni dipartimentali del 2015, è stato soppresso.
I 12 comuni facenti parte prima della riforma del 2014 erano:
- Albertacce
- Calacuccia
- Casamaccioli
- Castiglione
- Castirla
- Corscia
- Lozzi
- Omessa
- Piedigriggio
- Popolasca
- Prato di Giovellina
- Soveria